# Рошканы (Страшенский район)
Рошканы, Рошкань (рум. Roşcani) — село в Страшенском районе Молдавии. Относится к сёлам, не образующим коммуну.

## География
Село расположено на высоте 115 метров над уровнем моря.

## Население
По данным переписи населения 2004 года, в селе Рошкань проживает 1650 человек (807 мужчин, 843 женщины).
Этнический состав села:
| Национальность | Число жителей | Процентный состав |
| -------------- | ------------- | ----------------- |
| молдаване      | 1595          | 96.67             |
| румыны         | 35            | 2.12              |
| русские        | 14            | 0.85              |
| украинцы       | 2             | 0.12              |
| гагаузы        | 1             | 0.06              |
| болгары        | 1             | 0.06              |
| прочие         | 2             | 0.12              |
| Всего          | 1650          | 100%              |